# Нурматова, Дилбарнисо
Дилбарнисо Нурматова — советский хозяйственный деятель, Герой Социалистического Труда.

## Биография
Родилась в 1939 году в селе Гознен Ленинабадского района Ленинабадской области.
В 1959—1993 — механизатор колхоза имени Фрунзе Ходжентского района Ленинабадской области Таджикской ССР.
Указом Президиума Верховного Совета СССР от 25 декабря 1976 года присвоено звание Героя Социалистического Труда с вручением ордена Ленина и золотой медали «Серп и Молот».
Депутат Верховного Совета Таджикской ССР 9-10-го созывов. Делегат XXVI съезда КПСС.
Умерла в 1993 году в селе Гознен.

## Награды и звания
- Герой Социалистического Труда (25.12.1976)
- Орден Ленина (14.12.1972, 25.12.1976)
- Орден Знак Почёта (08.04.1971)